# Mistrzostwa Europy w Piłce Siatkowej Mężczyzn 2007
XXV Mistrzostwa Europy w piłce siatkowej mężczyzn 2007 odbyły się w Rosji w Moskwie i Petersburgu między 6 a 16 września 2007 roku.
Tytułu sprzed dwóch lat bronili Włosi. Jednak to nie oni po raz trzeci z rzędu wygrali, a Hiszpanie, którzy nieoczekiwanie pokonali w 5-setowej walce gospodarzy i zdecydowanych faworytów do zwycięstwa w imprezie – Rosję (25:18, 20:25, 24:26, 30:28, 16:14). Był to pierwszy medal w historii hiszpańskiej siatkówki. Wcześniej zawodnicy z Półwyspu Iberyjskiego wygrali tylko Ligę Europejską. Hiszpanie nie przegrali żadnego spotkania, tracąc przy tym sześć setów.
Najbardziej wartościowym graczem turnieju (MVP) został rosyjski atakujący Semen Połtawski. Ten sam zawodnik dostał również nagrodę w kategorii najlepszego serwującego. Rosjanie zdobyli większość nagród indywidualnych (5) przy jednej Serbii i Hiszpanów.

## System rozgrywek
W turnieju wzięło udział 16 reprezentacji, które były podzielone na 4 grupy: A, B, C, D.

Zespoły, które zajęły ostatnie miejsce w grupie nie przeszły do fazy play-off, kończąc rozgrywki odpowiednio na 13., 14., 15. i 16. miejscu.

Do fazy play-off awansowały drużyny z pierwszych 3 miejsc w grupie.

Były one rozmieszczone w grupie E (zespoły z grup A i C) i F (zespoły z grup B i D). Wyniki meczów rozegranych między zespołami, które awansowały z jednej grupy, zostały uwzględnione w klasyfikacji grup E i F.

Pierwsze dwa zespoły z grupy E i F przeszły do półfinałów.

Po tej fazie odbyły się mecze o 3. miejsce i finał.

## Hale sportowe
| Miasto     | Stadion                         | Pojemność | Mecze                         |
| ---------- | ------------------------------- | --------- | ----------------------------- |
| Petersburg | Jubileuszowy Pałac Sportu       | 7012      | grupy A, C, E                 |
| Moskwa     | Sportowy kompleks „Olimpijskij” | 22 000    | grupy B, D, F; faza pucharowa |

## Drużyny uczestniczące
- Belgia
- Bułgaria
- Chorwacja
- Finlandia
- Francja
- Grecja
- Hiszpania
- Holandia
- Niemcy
- Polska
- Rosja
- Serbia
- Słowacja
- Słowenia
- Turcja
- Włochy

## Pierwsza faza grupowa

### Grupa A –Sankt Petersburg
Tabela
| Poz. | Reprezentacja | Pkt | Mecze | Mecze | Mecze | Sety | Sety | Sety  | Małe punkty | Małe punkty | Małe punkty |
| Poz. | Reprezentacja | Pkt | M     | Z     | P     | wyg. | prz. | ratio | zdob.       | str.        | ratio       |
| ---- | ------------- | --- | ----- | ----- | ----- | ---- | ---- | ----- | ----------- | ----------- | ----------- |
| 1    | Serbia        | 5   | 3     | 2     | 1     | 7    | 4    | 1,750 | 257         | 253         | 1,016       |
| 2    | Niemcy        | 5   | 3     | 2     | 1     | 6    | 4    | 1,500 | 230         | 210         | 1,095       |
| 3    | Holandia      | 4   | 3     | 1     | 2     | 5    | 6    | 0,833 | 240         | 239         | 1,004       |
| 4    | Grecja        | 4   | 3     | 1     | 2     | 4    | 8    | 0,500 | 251         | 276         | 0,909       |

Legenda: Poz. – pozycja, Pkt – liczba punktów, M – liczba meczów, Z – mecze wygrane, P – mecze przegrane, wyg. – sety wygrane, prz. – sety przegrane, zdob. – małe punkty zdobyte, str. – małe punkty stracone
Wyniki
| 6 września 2007 | Holandia | 0:3(23:25, 21:25, 18:25) | Serbia |  |
| 6 września 2007 |          | 0:3(23:25, 21:25, 18:25) |        |  |

| 7 września 2007 | Grecja | 3:2(25:20, 22:25, 19:25, 25:19, 15:13) | Holandia |  |
| 7 września 2007 |        | 3:2(25:20, 22:25, 19:25, 25:19, 15:13) |          |  |

| 7 września 2007 | Serbia | 1:3(25:22, 21:25, 20:25, 17:25) | Niemcy |  |
| 7 września 2007 |        | 1:3(25:22, 21:25, 20:25, 17:25) |        |  |

| 8 września 2007 | Niemcy | 3:0(25:17, 25:19, 25:15) | Grecja |  |
| 8 września 2007 |        | 3:0(25:17, 25:19, 25:15) |        |  |

| 9 września 2007 | Niemcy | 0:3(15:25, 24:26, 19:25) | Holandia |  |
| 9 września 2007 |        | 0:3(15:25, 24:26, 19:25) |          |  |

| 9 września 2007 | Serbia | 3:1(25:23, 25:23, 24:26, 25:22) | Grecja |  |
| 9 września 2007 |        | 3:1(25:23, 25:23, 24:26, 25:22) |        |  |

### Grupa B –Moskwa
Tabela
| Poz. | Reprezentacja | Pkt | Mecze | Mecze | Mecze | Sety | Sety | Sety  | Małe punkty | Małe punkty | Małe punkty |
| Poz. | Reprezentacja | Pkt | M     | Z     | P     | wyg. | prz. | ratio | zdob.       | str.        | ratio       |
| ---- | ------------- | --- | ----- | ----- | ----- | ---- | ---- | ----- | ----------- | ----------- | ----------- |
| 1    | Rosja         | 6   | 3     | 3     | 0     | 9    | 0    | MAX   | 225         | 173         | 1,301       |
| 2    | Belgia        | 5   | 3     | 2     | 1     | 6    | 6    | 1,000 | 275         | 274         | 1,004       |
| 3    | Polska        | 4   | 3     | 1     | 2     | 4    | 7    | 0,571 | 239         | 248         | 0,964       |
| 4    | Turcja        | 3   | 3     | 0     | 3     | 3    | 9    | 0,333 | 243         | 287         | 0,847       |

Legenda: Poz. – pozycja, Pkt – liczba punktów, M – liczba meczów, Z – mecze wygrane, P – mecze przegrane, wyg. – sety wygrane, prz. – sety przegrane, zdob. – małe punkty zdobyte, str. – małe punkty stracone
Wyniki
| 6 września 2007 | Belgia | 0:3(17:25, 20:25, 22:25) | Rosja |  |
| 6 września 2007 |        | 0:3(17:25, 20:25, 22:25) |       |  |

| 7 września 2007 | Polska | 1:3(22:25, 25:23, 14:25, 24:26) | Belgia |  |
| 7 września 2007 |        | 1:3(22:25, 25:23, 14:25, 24:26) |        |  |

| 7 września 2007 | Rosja | 3:0(25:20, 25:17, 25:18) | Turcja |  |
| 7 września 2007 |       | 3:0(25:20, 25:17, 25:18) |        |  |

| 8 września 2007 | Turcja | 1:3(25:20, 18:25, 20:25, 11:25) | Polska |  |
| 8 września 2007 |        | 1:3(25:20, 18:25, 20:25, 11:25) |        |  |

| 9 września 2007 | Turcja | 2:3(27:25, 25:21, 29:31, 23:25, 10:15) | Belgia |  |
| 9 września 2007 |        | 2:3(27:25, 25:21, 29:31, 23:25, 10:15) |        |  |

| 9 września 2007 | Rosja | 3:0(25:22, 25:23, 25:14) | Polska |  |
| 9 września 2007 |       | 3:0(25:22, 25:23, 25:14) |        |  |

### Grupa C –Sankt Petersburg
Tabela
| Poz. | Reprezentacja | Pkt | Mecze | Mecze | Mecze | Sety | Sety | Sety  | Małe punkty | Małe punkty | Małe punkty |
| Poz. | Reprezentacja | Pkt | M     | Z     | P     | wyg. | prz. | ratio | zdob.       | str.        | ratio       |
| ---- | ------------- | --- | ----- | ----- | ----- | ---- | ---- | ----- | ----------- | ----------- | ----------- |
| 1    | Hiszpania     | 6   | 3     | 3     | 0     | 9    | 1    | 9,000 | 241         | 202         | 1,193       |
| 2    | Francja       | 5   | 3     | 2     | 1     | 6    | 4    | 1,500 | 241         | 210         | 1,476       |
| 3    | Słowacja      | 4   | 3     | 1     | 2     | 4    | 7    | 0,571 | 245         | 277         | 0,884       |
| 4    | Słowenia      | 3   | 3     | 0     | 3     | 2    | 9    | 0,222 | 235         | 273         | 0,861       |

Legenda: Poz. – pozycja, Pkt – liczba punktów, M – liczba meczów, Z – mecze wygrane, P – mecze przegrane, zw. – sety wygrane, prz. – sety przegrane, zdob. – małe punkty zdobyte, str. – małe punkty stracone
Wyniki
| 6 września 2007 | Słowenia | 1:3(25:16, 20:25, 21:25, 18:25) | Hiszpania |  |
| 6 września 2007 |          | 1:3(25:16, 20:25, 21:25, 18:25) |           |  |

| 6 września 2007 | Słowacja | 1:3(23:25, 23:25, 26:24, 15:25) | Francja |  |
| 6 września 2007 |          | 1:3(23:25, 23:25, 26:24, 15:25) |         |  |

| 7 września 2007 | Słowacja | 3:1(21:25, 25:21, 34:32, 27:25) | Słowenia |  |
| 7 września 2007 |          | 3:1(21:25, 25:21, 34:32, 27:25) |          |  |

| 8 września 2007 | Hiszpania | 3:0(25:15, 25:16, 25:20) | Słowacja |  |
| 8 września 2007 |           | 3:0(25:15, 25:16, 25:20) |          |  |

| 8 września 2007 | Francja | 3:0(25:17, 25:18, 25:13) | Słowenia |  |
| 8 września 2007 |         | 3:0(25:17, 25:18, 25:13) |          |  |

| 9 września 2007 | Hiszpania | 3:0(25:22, 25:23, 25:22) | Francja |  |
| 9 września 2007 |           | 3:0(25:22, 25:23, 25:22) |         |  |

### Grupa D –Moskwa
Tabela
| Poz. | Reprezentacja | Pkt | Mecze | Mecze | Mecze | Sety | Sety | Sety  | Małe punkty | Małe punkty | Małe punkty |
| Poz. | Reprezentacja | Pkt | M     | Z     | P     | wyg. | prz. | ratio | zdob.       | str.        | ratio       |
| ---- | ------------- | --- | ----- | ----- | ----- | ---- | ---- | ----- | ----------- | ----------- | ----------- |
| 1    | Finlandia     | 5   | 3     | 2     | 1     | 8    | 4    | 2,000 | 284         | 269         | 1,056       |
| 2    | Bułgaria      | 5   | 3     | 2     | 1     | 6    | 5    | 1,200 | 258         | 230         | 1,122       |
| 3    | Włochy        | 5   | 3     | 2     | 1     | 6    | 6    | 1,000 | 266         | 267         | 0,996       |
| 4    | Chorwacja     | 3   | 3     | 0     | 3     | 4    | 9    | 0,444 | 273         | 315         | 0,867       |

Legenda: Poz. – pozycja, Pkt – liczba punktów, M – liczba meczów, Z – mecze wygrane, P – mecze przegrane, wyg. – sety wygrane, prz. – sety przegrane, zdob. – małe punkty zdobyte, str. – małe punkty stracone
Wyniki
| 6 września 2007 | Chorwacja | 2:3(26:24, 25:23, 12:25, 20:25, 10:15) | Bułgaria |  |
| 6 września 2007 |           | 2:3(26:24, 25:23, 12:25, 20:25, 10:15) |          |  |

| 6 września 2007 | Finlandia | 2:3(21:25, 18:25, 25:21, 25:22, 13:15) | Włochy |  |
| 6 września 2007 |           | 2:3(21:25, 18:25, 25:21, 25:22, 13:15) |        |  |

| 7 września 2007 | Chorwacja | 1:3(22:25, 26:28, 28:26, 14:25) | Finlandia |  |
| 7 września 2007 |           | 1:3(22:25, 26:28, 28:26, 14:25) |           |  |

| 8 września 2007 | Bułgaria | 0:3(22:25, 26:28, 23:25) | Finlandia |  |
| 8 września 2007 |          | 0:3(22:25, 26:28, 23:25) |           |  |

| 8 września 2007 | Włochy | 3:1(26:24, 23:25, 25:23, 25:18) | Chorwacja |  |
| 8 września 2007 |        | 3:1(26:24, 23:25, 25:23, 25:18) |           |  |

| 9 września 2007 | Włochy | 0:3(20:25, 18:25, 21:25) | Bułgaria |  |
| 9 września 2007 |        | 0:3(20:25, 18:25, 21:25) |          |  |

## Druga faza grupowa

### Grupa E –Sankt Petersburg
Tabela
| Poz. | Reprezentacja | Pkt | Mecze | Mecze | Mecze | Sety | Sety | Sety  | Małe punkty | Małe punkty | Małe punkty |
| Poz. | Reprezentacja | Pkt | M     | Z     | P     | wyg. | prz. | ratio | zdob.       | str.        | ratio       |
| ---- | ------------- | --- | ----- | ----- | ----- | ---- | ---- | ----- | ----------- | ----------- | ----------- |
| 1    | Hiszpania     | 10  | 5     | 5     | 0     | 15   | 4    | 3,750 | 449         | 406         | 1,106       |
| 2    | Serbia        | 8   | 5     | 3     | 2     | 12   | 8    | 1,500 | 457         | 453         | 1,009       |
| 3    | Niemcy        | 8   | 5     | 3     | 2     | 10   | 7    | 1,429 | 397         | 362         | 1,097       |
| 4    | Holandia      | 8   | 5     | 3     | 2     | 10   | 9    | 1,111 | 438         | 412         | 1,063       |
| 5    | Francja       | 6   | 5     | 1     | 4     | 7    | 13   | 0,538 | 437         | 463         | 0,944       |
| 6    | Słowacja      | 5   | 5     | 0     | 5     | 2    | 15   | 0,133 | 344         | 426         | 0,808       |

Legenda: Poz. – pozycja, Pkt – liczba punktów, M – liczba meczów, Z – mecze wygrane, P – mecze przegrane, wyg. – sety wygrane, prz. – sety przegrane, zdob. – małe punkty zdobyte, str. – małe punkty stracone
Wyniki
| 11 września 2007 | Holandia | 1:3(23:25, 25:20, 22:25, 22:25) | Hiszpania |  |
| 11 września 2007 |          | 1:3(23:25, 25:20, 22:25, 22:25) |           |  |

| 11 września 2007 | Serbia | 3:2(25:23, 22:25, 25:23, 33:35, 15:12) | Francja |  |
| 11 września 2007 |        | 3:2(25:23, 22:25, 25:23, 33:35, 15:12) |         |  |

| 11 września 2007 | Niemcy | 3:0(25:23, 25:15, 25:16) | Słowacja |  |
| 11 września 2007 |        | 3:0(25:23, 25:15, 25:16) |          |  |

| 12 września 2007 | Holandia | 3:2(25:11, 25:23, 21:25, 20:25, 15:12) | Francja |  |
| 12 września 2007 |          | 3:2(25:11, 25:23, 21:25, 20:25, 15:12) |         |  |

| 12 września 2007 | Niemcy | 1:3(19:25, 25:15, 24:26, 24:26) | Hiszpania |  |
| 12 września 2007 |        | 1:3(19:25, 25:15, 24:26, 24:26) |           |  |

| 12 września 2007 | Serbia | 3:0(25:18, 25:23, 25:23) | Słowacja |  |
| 12 września 2007 |        | 3:0(25:18, 25:23, 25:23) |          |  |

| 13 września 2007 | Niemcy | 3:0(25:14, 25:22, 25:21) | Francja |  |
| 13 września 2007 |        | 3:0(25:14, 25:22, 25:21) |         |  |

| 13 września 2007 | Serbia | 2:3(24:26, 19:25, 26:24, 25:22, 10:15) | Hiszpania |  |
| 13 września 2007 |        | 2:3(24:26, 19:25, 26:24, 25:22, 10:15) |           |  |

| 13 września 2007 | Holandia | 3:1(30:28, 22:25, 25:18, 25:17) | Słowacja |  |
| 13 września 2007 |          | 3:1(30:28, 22:25, 25:18, 25:17) |          |  |

### Grupa F – Moskwa
Tabela
| Poz. | Reprezentacja | Pkt | Mecze | Mecze | Mecze | Sety | Sety | Sety  | Małe punkty | Małe punkty | Małe punkty |
| Poz. | Reprezentacja | Pkt | M     | Z     | P     | wyg. | prz. | ratio | zdob.       | str.        | ratio       |
| ---- | ------------- | --- | ----- | ----- | ----- | ---- | ---- | ----- | ----------- | ----------- | ----------- |
| 1    | Rosja         | 10  | 5     | 5     | 0     | 15   | 4    | 3,750 | 441         | 375         | 1,176       |
| 2    | Finlandia     | 8   | 5     | 3     | 2     | 13   | 7    | 1,857 | 455         | 445         | 1,022       |
| 3    | Włochy        | 8   | 5     | 3     | 2     | 11   | 10   | 1,100 | 449         | 455         | 0,987       |
| 4    | Bułgaria      | 8   | 5     | 3     | 2     | 9    | 9    | 1,000 | 407         | 407         | 1,000       |
| 5    | Belgia        | 6   | 5     | 1     | 4     | 5    | 13   | 0,385 | 398         | 428         | 0,930       |
| 6    | Polska        | 5   | 5     | 0     | 5     | 5    | 15   | 0,333 | 427         | 467         | 0,914       |

Legenda: Poz. – pozycja, Pkt – liczba punktów, M – liczba meczów, Z – mecze wygrane, P – mecze przegrane, wyg. – sety wygrane, prz. – sety przegrane, zdob. – małe punkty zdobyte, str. – małe punkty stracone
Wyniki
| 11 września 2007 | Polska | 0:3(20:25, 27:29, 21:25) | Finlandia |  |
| 11 września 2007 |        | 0:3(20:25, 27:29, 21:25) |           |  |

| 11 września 2007 | Belgia | 0:3(22:25, 21:25, 23:25) | Włochy |  |
| 11 września 2007 |        | 0:3(22:25, 21:25, 23:25) |        |  |

| 11 września 2007 | Rosja | 3:0(25:22, 25:18, 25:21) | Bułgaria |  |
| 11 września 2007 |       | 3:0(25:22, 25:18, 25:21) |          |  |

| 12 września 2007 | Belgia | 1:3(25:21, 17:25, 23:25, 21:25) | Finlandia |  |
| 12 września 2007 |        | 1:3(25:21, 17:25, 23:25, 21:25) |           |  |

| 12 września 2007 | Polska | 2:3(20:25, 25:16, 24:26, 25:21, 13:15) | Bułgaria |  |
| 12 września 2007 |        | 2:3(20:25, 25:16, 24:26, 25:21, 13:15) |          |  |

| 12 września 2007 | Rosja | 3:2(25:21, 25:15, 20:25, 19:25, 15:10) | Włochy |  |
| 12 września 2007 |       | 3:2(25:21, 25:15, 20:25, 19:25, 15:10) |        |  |

| 13 września 2007 | Belgia | 1:3(25:22, 23:25, 23:25, 17:25) | Bułgaria |  |
| 13 września 2007 |        | 1:3(25:22, 23:25, 23:25, 17:25) |          |  |

| 13 września 2007 | Polska | 2:3(23:25, 23:25, 28:26, 25:20, 9:15) | Włochy |  |
| 13 września 2007 |        | 2:3(23:25, 23:25, 28:26, 25:20, 9:15) |        |  |

| 13 września 2007 | Rosja | 3:2(22:25, 28:26, 22:25, 25:16, 15:8) | Finlandia |  |
| 13 września 2007 |       | 3:2(22:25, 28:26, 22:25, 25:16, 15:8) |           |  |

## Faza pucharowa

### Półfinały
| 15 września 2007 | Hiszpania | 3:2(25:23, 19:25, 22:25, 26:24, 15:10) | Finlandia |  |
| 15 września 2007 |           | 3:2(25:23, 19:25, 22:25, 26:24, 15:10) |           |  |

| 15 września 2007 | Rosja | 3:0(27:25, 25:22, 25:15) | Serbia |  |
| 15 września 2007 |       | 3:0(27:25, 25:22, 25:15) |        |  |

### Mecz o 3. miejsce
| 16 września 2007 | Finlandia | 1:3(18:25, 25:23, 21:25, 16:25) | Serbia |  |
| 16 września 2007 |           | 1:3(18:25, 25:23, 21:25, 16:25) |        |  |

### Finał
| 16 września 2007 | Hiszpania | 3:2(25:18, 20:25, 24:26, 30:28, 16:14) | Rosja |  |
| 16 września 2007 |           | 3:2(25:18, 20:25, 24:26, 30:28, 16:14) |       |  |

## Nagrody indywidualne
| Najlepszy zawodnik (MVP) | Najlepszy punktujący | Najlepszy atakujący | Najlepszy blokujący | Najlepszy zagrywający | Najlepszy rozgrywający | Najlepszy libero  |
| ------------------------ | -------------------- | ------------------- | ------------------- | --------------------- | ---------------------- | ----------------- |
| Siemion Połtawski        | Ivan Miljković       | Jurij Bierieżko     | José Luis Moltó     | Siemion Połtawski     | Wadim Chamutckich      | Alieksiej Wierbow |

## Klasyfikacja końcowa
| Miejsce | Reprezentacja |
| ------- | ------------- |
| złoto   | Hiszpania     |
| srebro  | Rosja         |
| brąz    | Serbia        |
| 4.      | Finlandia     |
| 5.      | Niemcy        |
| 6.      | Włochy        |
| 7.      | Holandia      |
| 8.      | Bułgaria      |
| 9.      | Francja       |
| 10.     | Belgia        |
| 11.     | Polska        |
| 12.     | Słowacja      |
| 13.     | Grecja        |
| 14.     | Chorwacja     |
| 15.     | Turcja        |
| 16.     | Słowenia      |

## Stacje telewizyjne
| Państwo              | Stacja telewizyjna |
| -------------------- | ------------------ |
| Belgia               | VRT/RTBF           |
| Białoruś             | BYBTRC             |
| Bliski Wschód        | Dubai Sports       |
| Bośnia i Hercegowina | RTRS               |
| Brazylia             | ESPN Brasil        |
| Bułgaria             | BNT                |
| Chorwacja            | HRTV               |
| Czarnogóra           | RTCG               |
| Czechy               | Česká televize     |
| Grecja               | Supersport         |
| Holandia             | Sport 1            |
| Niemcy               | ARD/ZDF            |
| Finlandia            | YLE/Urheilukanava  |
| Francja              | Sport+             |
| Hiszpania            | TVE                |
| Polska               | TVP                |
| Rosja                | NTV Plus/RTR Sport |
| Rumunia              | Telesport          |
| Serbia               | RTS                |
| Słowacja             | STV                |
| Słowenia             | RTVSlo             |
| Turcja               | TRT                |
| Ukraina              | MMS                |
| Włochy               | RAI/Sportitalia    |